# 黑田長禮
黑田長禮（日语：／ Kuroda Nagamichi，1889年11月24日—1978年4月16日），號雁月，日本福岡縣福岡市人，鳥類學者、貴族院議員。

## 生平
生於東京，是福岡黑田氏自黑田長政以來的第14代家督，祖父是筑前福岡藩末代藩主黑田長知，父親黑田長成於1884年被封為侯爵，並曾任貴族院副議長。母親是薩摩藩末代藩主島津忠義公爵之女清子。
幼時由於家中庭院池塘飼養鴨子，從小喜愛鳥類，就讀於東京帝國大學研究所時，便曾在朝鮮發現新品種鴨－冠麻鴨。1924年以有關琉球群島鳥相之研究獲得東大理學博士，是日本第一位獲得鳥類學學位的人。後歷任宮內省主獵官、式部官等職，1939年父親去世後繼承侯爵爵位與貴族院議員職務（至1947年華族制被廢除為止）。
黑田對於東亞地區鳥類的分類有極為重大貢獻。除此，他亦對日本、台灣、琉球等地之哺乳動物研究頗有鑽研，也是日本哺乳動物學會的創始人。
妻子是閑院宮載仁親王之次女茂子女王。其子黑田長久亦為鳥類學者。
在台灣，黑田長禮的鳥類研究調查改變了歐美學者的舊分類，更對帝雉等台灣獨特珍貴鳥類留下豐盛的文獻研究。

## 相關詞條
- 大島正滿、多田綱輔、江崎悌三、松村松年、青木文一郎、素木得一、堀川安市、渡邊龜作、菊池米太郎、楚南仁博

- 吳永華，《被遺忘的日籍動物學者》，1996年，臺北，晨星出版社
- 《日本名人大事典》，1986年